# Cyclosoma mirabilis
Cyclosoma mirabilis es una especie de insecto coleóptero de la familia Chrysomelidae.
Fue descrita científicamente en 1856 por Boheman.